# The Best of Enemies
The Best of Enemies es una película estadounidense de drama dirigida y escrita por Robin Bissell. Se basa en el libro The Best of Enemies: Race and Redemption in the New South, de Osha Gray Davidson. La película está protagonizada por Taraji P. Henson, Sam Rockwell, Babou Ceesay, Anne Heche, Wes Bentley, Bruce McGill, John Gallagher Jr. y Nick Searcy. Fue estrenada el 5 de abril de 2019 por STX Entertainment.

## Argumento
1971: en Durham, en Carolina del Norte, Ann Atwater intenta obtener mejores condiciones de vivienda para las personas negras pobres, y es ignorada por el panel de jueces blancos. CP es el presidente del KKK y tiene una familia con hijos. Está demostrado que ama y se preocupa por su familia. La escuela de la hija de Ann se incendia (ya sea por accidente o incendio provocado no está claro), y CP teme que los niños negros vengan a las escuelas blancas. Bill Riddick establece una reunión con los dos, para organizar charettes para discutir la segregación y otros temas.
Al principio, ambos se niegan porque se odian, pero luego están convencidos. CP es un orgulloso racista y se niega incluso a sentarse con Bill y Ann, ya que son negros y él es blanco.
Acuerdan elegir algunas personas al azar del grupo para votar sobre los temas al final de las sesiones de la reunión. CP intenta hablar con estos seleccionados para votar, pero en su mayoría es rechazado. Un reverendo negro le pregunta a Bill si puede tocar música gospel al final de cada sesión. CP se niega acaloradamente, diciendo que si los negros quieren cantar música gospel en el charette, se le debería permitir sacar sus artículos KKK para exhibirlos. Ann se niega, pero Bill está de acuerdo.
En una reunión, un grupo de adolescentes negros intenta destruir los artículos de KKK, pero Ann los detiene y les dice que entiendan qué es el KKK. Todo esto lo observa CP desde lejos.
Luego, Bill hace que los negros y blancos de su grupo se sienten juntos en la cafetería y coman. Hace que CP y Ann se sienten juntas solas. Comen en silencio, luego Ann le pregunta a CP si tiene un niño en Murdock. CP dice con vehemencia que no hablará de su hijo. Murdock es una instalación que atiende a niños discapacitados, y su hijo tiene síndrome de Down.
CP se llama a Murdock, y él se apresura. Su hijo discapacitado, Larry, fue puesto en la misma habitación que otro niño discapacitado. El otro niño está gritando, molestando a Larry. CP exige que su hijo sea ubicado en una habitación propia, pero las enfermeras allí le dicen que no puede pagarlo. Más tarde, Ann visita a Larry y le pide un favor a Bernadette, quien trabaja allí para poner a Larry en su propia habitación.
La esposa de CP, Mary, está encantada y va a visitar a Ann para agradecerle. Ann le pregunta si CP siempre ha sido racista, y Mary dice que sí. Bill lleva a Ann, CP y al resto de su grupo a visitar la escuela negra que fue quemada. CP se sorprende por lo oscuro y maloliente que es, gracias al daño. La hija de Ann saluda a Ann, pero mira a CP como si fuera malvado cuando descubre quién es.
La noche antes de la votación final, los amigos problemáticos de KKK de CP van y amenazan a los votantes seleccionados a votar por la segregación. CP se entera de esto y está consternado. Ann también se entera y le grita a CP, llamándolo cobarde.
Durante la votación, todos los temas pasan, llegando al último tema de desegregación. Uno por uno, los votantes votan. Ann vota a favor, y CP, sorprendiendo a todos, hace lo mismo, dándose cuenta de que el KKK es odioso. Además, hace un discurso y rompe su tarjeta de membresía de KKK, para la furia de sus amigos de KKK. Lo amenazan e intentan incendiar la estación de servicio que posee, pero CP la apaga. Ahora que la comunidad blanca ya no comprará su gasolina, su estación está cerrando. Ann y Bill lo visitan con una sonrisa y en su lugar traen a la comunidad negra para que le compre.
Se revela que en la vida real Ann y CP viajaron juntos a diferentes ciudades para hablar sobre sus experiencias y continuaron siendo amigos hasta el final de la vida de CP, con Ann dando el elogio en su funeral.

## Reparto
- Taraji P. Henson como Ann Atwater.
- Sam Rockwell como CP Ellis.
- Babou Ceesay como Bill Riddick.
- Anne Heche
- Wes Bentley
- Bruce McGill
- John Gallagher Jr.
- Nick Searcy
- Sope Aluko como Henrietta Kaye.

## Producción
En junio de 2015, se anunció que Taraji P. Henson y Sam Rockwell protagonizarían un drama de derechos civiles basado en una historia real, una adaptación del libro de Osha Grey Davidson The Best of Enemies: Race and Redemption in the New South, Robin Bissell se unió para hacer su debut como director desde su propio guion El rodaje comenzó el 22 de mayo de 2017 en Georgia. En julio de 2018, STX Entertainment adquirió los derechos de distribución domésticos de la película. Los productores de la película fueron Danny Strong, Fred Bernstein, Matt Berenson, Bissell, Dominique Telson y Tobey Maguire y Matthew Plouffe de Material Pictures. El tráiler fue lanzado el 11 de octubre de 2018.

## Estreno
The Best of Enemies fue estrenada el 5 de abril de 2019 por STX Entertainment.

## Recepción
The Best of Enemies recibió reseñas mixtas de parte de la crítica y positivas de la audiencia. En el sitio web especializado Rotten Tomatoes, la película posee una aprobación de 52%, basada en 83 reseñas, con una calificación de 6.0/10 y con un consenso crítico que dice: "The Best of Enemies tiene las mejores intenciones, pero están descarriladas por una perspectiva problemática y una decepcionante falta de conocimiento." De parte de la audiencia tiene una aprobación de 76%, basada en más de 500 votos, con una calificación de 3.9/5.
El sitio web Metacritic le dio a la película una puntuación de 49 de 100, basada en 25 reseñas, indicando "reseñas mixtas". Las audiencias encuestadas por CinemaScore le otorgaron a la película una "A" en una escala de A+ a F, mientras que en el sitio IMDb los usuarios le asignaron una calificación de 7.3/10, sobre la base de 17 398 votos. En la página web FilmAffinity la cinta tiene una calificación de 6.7/10, basada en 1272 votos.